# Bakhuisgebirge
Das Bakhuisgebirge ist eine ca. 150 km lange, von Süd nach Nord sich ausstreckende Bergkette in Suriname, im Distrikt Sipaliwini.
Es ist ein in West-Suriname liegendes, westlich unmittelbar an das Zentral-Suriname-Naturschutzgebiet angrenzendes Gebirge. Die meisten noch namenlosen Gipfel erreichen eine maximale Höhe von 1027 m. Das Bakhuisgebirge wird als Teil der enormen, ca. 30 km breiten und 350 km langen Verwerfungen (Horst) gesehen, die sich vom Corantijn bis in die Küstenfläche ausstrecken.
Dass es nicht Bestandteil des Naturschutzgebietes ist, liegt vermutlich an seinem Reichtum an Bauxit (Plateau-Bauxit), für den seit den 1970er Jahren Abbaupläne bestehen.
Das Gebirge ist nach dem Leiter der 1901 unternommenen Coppename-Expedition, dem niederländischen Alt-Militär Louis August Bakhuis (1855–1932), benannt.